# Economía

Producto Interno Bruto per cápita de los países (2024)

La economía (del griego οίκος oikos «casa», y νoμή nomḗ «reparto, distribución, administración») es un conjunto de actividades concernientes a la producción, distribución, comercio, y consumo de bienes y servicios por parte de los diferentes agentes económicos. La ciencia social encargada de su estudio científico es la ciencia económica y quienes la estudian son los economistas. En términos muy generales, se podría establecer como 'un dominio social que enfatiza las prácticas, discursos y expresiones materiales asociadas con la producción, uso y manejo de recursos'. En un sentido amplio, la economía se refiere a la organización del uso de recursos escasos (limitado o finito) cuando se implementan para satisfacer las necesidades individuales o colectivas, por lo que es un sistema de interacciones que garantiza ese tipo de organización, conocido también como el sistema económico.
Las actividades económicas abarcan tres fases: producción, distribución y consumo. Como la producción depende del consumo, la economía también analiza el comportamiento de los consumidores con respecto a los productos. Algunas actividades económicas son la agricultura, la ganadería, la industria, el comercio, y las comunicaciones.

## Historia

La contribución global al PIB mundial por parte de las principales economías desde 1 CE hasta 2003 CE según las estimaciones de Angus Maddison. Hasta principios del, India y China eran las dos economías más grandes por la producción del PIB.

### Raíces

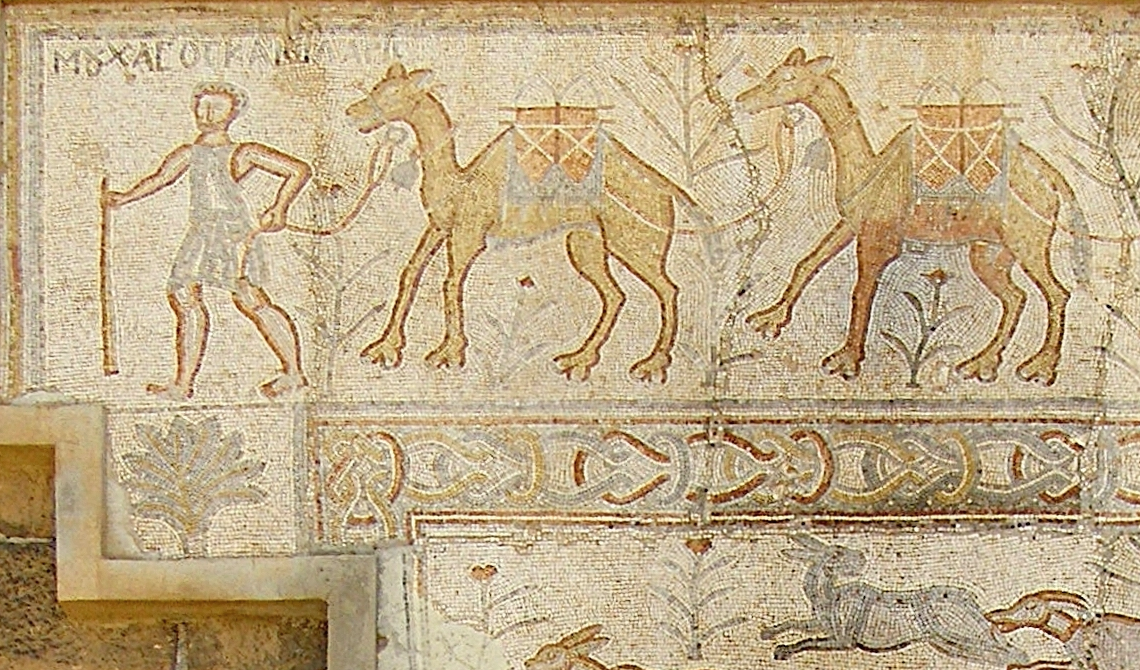
Mosaico romano antiguo de Bosra, que muestra a un comerciante guiando camellos a través del desierto.

Desde que alguien ha estado produciendo, suministrando y distribuyendo bienes o servicios, ha existido algún tipo de economía; las economías crecieron a medida que las sociedades crecieron y se volvieron más complejas. Sumer desarrolló una economía a gran escala basada en dinero mercancía, mientras que los babilonios y sus vecinos ciudades-estado desarrollaron el primer sistema de economía tal como lo entendemos, en términos de reglas/leyes sobre deuda, contratos legales y códigos legales relacionados con prácticas comerciales y propiedad privada.
Los babilonios y sus vecinos ciudades-estado desarrollaron formas de economía comparables a los conceptos de civilidad (ley) actuales. Desarrollaron los primeros sistemas legales y administrativos codificados conocidos, completos con tribunales, cárceles y registros gubernamentales.
La economía antigua se basaba principalmente en la agricultura de subsistencia. El shekel es la primera referencia a una unidad de peso y moneda, utilizada por los pueblos semíticos. El primer uso del término provino de Mesopotamia alrededor del 3000 a. C. y se refería a una masa específica de cebada que se relacionaba con otros valores en una métrica como plata, bronce, cobre, etc. Un shekel de cebada era originalmente tanto una unidad de moneda como una unidad de peso, al igual que la libra esterlina británica era originalmente una unidad que denominaba una masa de una libra de plata.
La mayor parte del intercambio de bienes se realizó a través de relaciones sociales. También había comerciantes que intercambiaban bienes en los mercados. En la Antigua Grecia, donde se originó la palabra inglesa actual 'economía', muchas personas eran esclavos por deudas de los propietarios libres. La discusión económica estaba impulsada por la escasez.
En la legislación económica china, el enorme ciclo de innovación institucional contiene una idea. Servir a una economía no de mercado promueve la permanencia de una empresa que está legalmente garantizada y protegida de oportunidades burocráticas.

### Edad Media
En la Edad Media, lo que hoy se conoce como economía no estaba muy lejos del nivel de subsistencia. La mayor parte del intercambio ocurría dentro de grupos sociales. Además de esto, los grandes conquistadores recaudaban lo que ahora llamamos capital riesgo (del latín ventura; riesgo) para financiar sus conquistas. El capital debía ser reembolsado por los bienes que se traerían del Nuevo Mundo. Los descubrimientos de Marco Polo (1254–1324), Cristóbal Colón (1451–1506) y Vasco da Gama (1469–1524) llevaron a una primera economía global. Las primeras empresas eran establecimientos comerciales. En 1513, se fundó la primera bolsa de valores en Amberes. La economía en ese momento significaba principalmente comercio.
Las conquistas europeas se convirtieron en ramas de los estados europeos, las llamadas colonias. Los estados-nación de España, Portugal, Francia, Gran Bretaña y los Países Bajos intentaron controlar el comercio a través de aranceles y el mercantilismo (del latín mercator; comerciante) fue un primer enfoque para mediar entre la riqueza privada y el interés público. La secularización en Europa permitió a los estados utilizar la inmensa propiedad de la iglesia para el desarrollo de las ciudades. La influencia de los nobles disminuyó. Los primeros Secretarios de Estado de economía comenzaron su trabajo. Bancarios como Amschel Mayer Rothschild (1773–1855) comenzaron a financiar proyectos nacionales como guerras e infraestructura. A partir de entonces, la economía significaba economía nacional como un tema para las actividades económicas de los ciudadanos de un estado.

### Revolución Industrial
El primer economista en el verdadero sentido moderno de la palabra fue el escocés Adam Smith (1723–1790), quien se inspiró parcialmente en las ideas de la fisiócracia, una reacción al mercantilismo y también en el estudiante de Economía, Adam Mari. Definió los elementos de una economía nacional: los productos se ofrecen a un precio natural generado por el uso de competencia - oferta y demanda - y la división del trabajo. Mantuvo que el motivo básico para el comercio libre es el interés propio humano. La llamada hipótesis del interés propio se convirtió en la base antropológica de la economía. Thomas Malthus (1766–1834) transfirió la idea de oferta y demanda al problema de la sobrepoblación humana.
La Revolución Industrial fue un período desde el siglo XVIII hasta el XIX donde los grandes cambios en agricultura, manufactura, minería y transporte tuvieron un profundo efecto en las condiciones socioeconómicas y culturales comenzando en el Reino Unido, extendiéndose posteriormente a Europa, América del Norte, y finalmente al mundo. El inicio de la Revolución Industrial marcó un importante punto de inflexión en la historia humana; casi cada aspecto de la vida cotidiana fue finalmente influenciado de alguna manera. En Europa, el capitalismo salvaje comenzó a reemplazar el sistema de mercantilismo (hoy: proteccionismo) y llevó al crecimiento económico. El período se llama Revolución Industrial porque el sistema de producción y división del trabajo permitió la producción en masa de bienes.

### SigloXX
El concepto contemporáneo de "la economía" no era ampliamente conocido hasta la Gran Depresión estadounidense en la década de 1930.
Después del caos de dos Guerras Mundiales y la devastadora Gran Depresión, los responsables de políticas buscaron nuevas formas de controlar el curso de la economía. Esto fue explorado y discutido por Friedrich August von Hayek (1899–1992) y Milton Friedman (1912–2006), quienes abogaron por un libre comercio global y se les considera los padres del llamado neoliberalismo. Sin embargo, la visión predominante era la sostenida por John Maynard Keynes (1883–1946), quien abogó por un mayor control del mercado por parte del estado. La teoría de que el estado puede aliviar los problemas económicos e instigar el crecimiento económico a través de la manipulación estatal de la demanda agregada se llama keynesianismo en su honor. A fines de la década de 1950, el crecimiento económico en América y Europa—frecuentemente llamado Wirtschaftswunder (alemán para 'milagro económico')—dio lugar a una nueva forma de economía: economía de consumo masivo. En 1958, John Kenneth Galbraith (1908–2006) fue el primero en hablar de una sociedad opulenta en su libro La Sociedad Opulenta. En la mayoría de los países, el sistema económico se llama economía social de mercado.

### SigloXXI

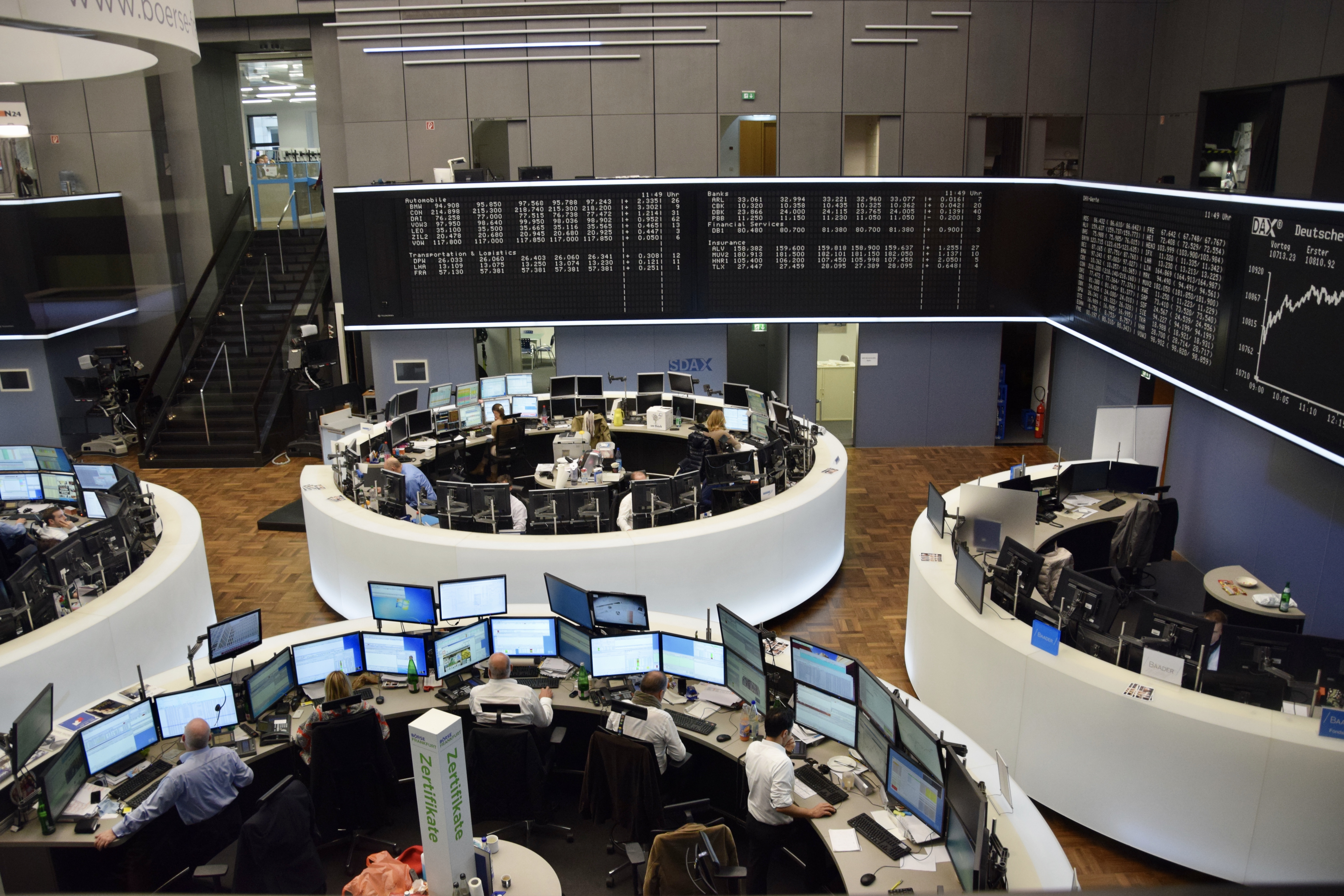
Bolsa de Valores de Frankfurt en 2015.

Con la caída del Telón de Acero y la transición de los países del Bloque del Este hacia gobiernos democráticos y economías de mercado, la idea de la sociedad postindustrial cobra importancia al marcar el papel que recibe el sector servicios en lugar de la industrialización. Algunos atribuyen el primer uso de este término al libro de Daniel Bell de 1973, El Advenimiento de la Sociedad Postindustrial, mientras que otros lo atribuyen al libro del filósofo social Iván Illich, Herramientas para la Convivencia. El término también se aplica en filosofía para designar el desvanecimiento del postmodernismo a fines de los 90 y especialmente al inicio del siglo XXI.
Con la expansión de Internet como medio de comunicación y masa, especialmente después de 2000–2001, se da lugar a la idea de Internet y economía de la información debido a la creciente importancia del comercio electrónico y los negocios electrónicos, también se crea el término para una sociedad global de información como comprensión de un nuevo tipo de sociedad "todo-conectado". A fines de la década de 2000, el nuevo tipo de economías y expansiones económicas de países como China, Brasil e India atraen la atención y el interés hacia economías y modelos económicos diferentes de los dominantes en Occidente.

## Factores productivos

### Trabajo
En teoría económica, el concepto trabajo se refiere a la actividad, normalmente física aunque también puede ser intelectual, que las personas desempeñan ya sea como deber o actividad dependiente de la profesión, necesidades y deseos de una comunidad más amplia. Alternativamente, el trabajo puede verse como la actividad humana que contribuye (junto con otros factores de producción) hacia los bienes y servicios dentro de una economía.
A lo largo de la historia y coexistiendo entre ellas ha habido muchas formas de organización de la labor y de la producción como, por ejemplo, el trabajo de casa o desde un establecimiento, desde la esclavitud al pequeño taller artesano, pasando por la servidumbre y la aparcería. Pero desde el siglo XIX y la revolución industrial y sin desaparecer otras formas, el trabajo asalariado es la forma dominante. Actualmente aún coexisten el trabajo asalariado, el trabajo autónomo (profesiones liberales, comerciantes y otros), el trabajo informal o irregular (el cual sigue siendo salario pero sin control del fisco), la servidumbre, así como un nivel de desempleo (personas que buscan y no consiguen empleo).
El salario o sueldo es el valor del trabajo del pago en el mercado de trabajo, determinado en un contrato de trabajo que puede realizarse en forma individual (contrato individual de trabajo) o colectiva (contrato colectivo de trabajo).
El trabajo está esencialmente relacionado con la construcción y el uso de herramientas, y por lo tanto con la técnica y la tecnología, así como con el diseño de los procesos de trabajo y producción (véase: fordismo, taylorismo, toyotismo). 

### Capital
En economía, se entiende por capital un componente material de la producción, básicamente constituido por maquinaria, utillaje o instalaciones, que, en combinación con otros factores, como el trabajo, materias primas y los bienes intermedios, permite crear bienes de consumo. Según Michael Parkin, el capital son las herramientas, los instrumentos, la maquinaria, los edificios y demás construcciones que se utilizan para producir bienes y servicios, pero una parte de la teoría económica sostiene que el capital también puede ser humano, cuando las personas agregan a su trabajo, educación y experiencia.
En sentido contable, se concreta en los bienes y derechos (elementos patrimoniales del activo) menos las deudas y obligaciones (pasivo), de todo lo cual es titular el capitalista. Así se dice que se capitaliza o se amplía capital cuando aumenta su activo o disminuye su pasivo o se incorporan nuevas aportaciones de socios o se reduce el endeudamiento con terceros. Cuando el pasivo es superior al activo se resuelve que la unidad económica está en situación de capital negativo (negative equity, en inglés).
El capital debe distinguirse analíticamente de la empresa en sí y de la gerencia, aunque en muchos casos los papeles sociales de capitalista o empresario y gerente se puedan dar simultáneamente en una misma persona, como suele suceder en las unidades productivas más pequeñas.

### Tierra
Tierra, en economía, es el concepto que abarca a todos los recursos naturales cuyo suministro está inherentemente fijado (es decir, no cambia respondiendo a las variaciones de sus precios en el mercado).
En ese conjunto se incluyen las tierras propiamente dichas, definidas por su localización geográfica en la superficie terrestre (concepto que excluye las mejoras debidas a las infraestructuras y el capital natural, que puede ser degradado por las acciones humanas -factores biogeográficos, como el suelo, el clima, la hidrología, etc.-), los depósitos minerales del subsuelo, e incluso las localizaciones en órbita geoestacionaria y una parte del espectro electromagnético.
En economía clásica se considera la tierra como uno de los tres factores de producción, siendo los otros el capital y el trabajo; la remuneración derivada de la propiedad o el control de la tierra (o de los recursos naturales en ella incluidos) se suele denominar renta o renta de la tierra.

## Agentes económicos

### Sector privado
El sector privado, que se contrapone al sector público, es aquella parte de la economía que busca el lucro en su actividad y que no está controlada por el Estado. Por contraste, las empresas que pertenecen al Estado son parte del sector público. Entonces, el sector privado está compuesto por las empresas que no son del estado y por las familias. Las organizaciones privadas sin ánimo de lucro están incluidas en el sector voluntario o tercer sector.

### Sector público
El sector público es el conjunto de organismos administrativos mediante los cuales el Estado cumple, o hace cumplir la política o voluntad expresada en las leyes del país.

### Economía social
Economía social es un concepto polisémico que puede significar:
- Economics
  - Economía Social (ciencia económica) (en:Social economics) como campo de estudio de la ciencia Económica, que estudia las preferencias e interacciones sociales.[34]
- Economy
  - Economía Social como denominación descriptiva del funcionamiento de una actividad económica, por un agente económico institucional, con un esquema organizacional y dinámica empresarial más participativa en cargos directivos (Organización de empresas).
  - Economía Social como denominación descriptiva del sector institucional de la economía de las instituciones con organización sin ánimo de lucro.
  - Economía Social como denominación descriptiva de la forma en que opera un empresa con respecto a su entorno (Responsabilidad social corporativa).

## Sectores de actividad
Sector económico es cada una de las ramas de la producción, clasificada según sus características relativas, se tienen en cuenta sobre todo el modo en que los bienes o servicios son producidos. La noción aparece bien temprano en el pensamiento económico, pero no se desarrolla hasta la primera mitad del siglo XX, cuando Allan Fisher, Colin Clark, y Jean Fourastié  establecen la división clásica de sector primario, productor de materia prima o de bienes no elaborados, secundario, vinculado al procesamiento de los bienes obtenidos por el primer sector, esto es, la industria, y terciario, relacionado con los servicios que posibilitan el desarrollo de los anteriores de manera directa, transporte, logística o administración, e indirecta, cuidado de los trabajadores, educación y servicios legales, por ejemplo. A partir del desarrollo de las nuevas tecnologías de la información y la comunicación, así como de la importancia de los servicios vinculados al crédito, se ha introducido el llamado sector cuaternario, relacionado con las finanzas y las propiedades, pero también con el conocimiento como activo económico. Algunos proponen también un sector quinario, formado por las actividades sin pago directo, como el trabajo hogareño, o aquellas que se realizan sin ánimo de lucro; también se engloban en este sector los servicios de reciclaje. Desde otro punto de vista se considera al sector quinario de manera completamente diferente como los servicios ligados a los sectores más concentrados de la economía y la administración, por ejemplo: gerenciamiento de alto nivel. 
Según la hipótesis de los tres sectores, cuanto más avanzada o desarrollada es una economía, más peso tiene el sector terciario y menos el sector primario. La actividad económica se diferencia del acto económico.

### Sector primario
El sector primario está formado por las
actividades económicas relacionadas con la recolección o extracción y la transformación de los recursos naturales con poca o ninguna manipulación. Las principales actividades del sector primario son el sector agropecuario (agricultura y ganadería), la silvicultura (explotación forestal), la apicultura, la acuicultura, la minería, la pesca, y la caza.  Usualmente, los productos primarios son utilizados como materia prima en las producciones industriales.
Los procesos industriales que se limitan a dar un valor añadido a los recursos naturales suelen ser considerados parte del sector primario, especialmente si dicho producto es difícil de ser transportado en condiciones normales a grandes distancias. 

### Sector terciario
El sector servicios o sector terciario es el sector económico que engloba las actividades relacionadas con los servicios no productores o transformadores de bienes materiales.  Generan servicios que se ofrecen para satisfacer las necesidades de cualquier población en el mundo. 
Incluye subsectores como comercio, comunicaciones, centro de llamadas,  finanzas, turismo, hostelería, ocio, cultura, espectáculos, la administración pública y los denominados servicios públicos, los presta el Estado o la iniciativa privada (sanidad, educación, atención a la dependencia, entre otros).
Dirige, organiza y facilita la actividad productiva de los otros sectores (sector primario y sector secundario). Aunque se le considera un sector de la producción, propiamente su papel principal se encuentra en los dos pasos siguientes de la actividad económica: la distribución y el consumo.

### Sector cuaternario
En el sector cuaternario las empresas invierten para asegurar una mayor expansión, lo que se ve como un medio de generar mayores márgenes o rentabilidad de las inversiones. La investigación se dirige hacia la reducción de costes, aprovechamiento de los mercados, la producción de ideas innovadoras, nuevos métodos de producción o métodos de fabricación más eficientes, entre otros. Para muchos ramos, como la industria farmacéutica, el sector cuaternario es el de más alto valor añadido, ya que crea productos de los que se beneficiará en un futuro la empresa.

## Conceptos económicos básicos
- Beneficio: resultado de la diferencia de gastos e ingresos derivados de una actividad económica, si los gastos son mayores se producirán pérdidas.
- Bien: un bien es todo aquello que satisface una necesidad y tiene un valor.
- Servicio: es una prestación destinada a satisfacer una necesidad personal o social pero que no consiste en la producción de un objeto.
- Coste de la vida e inflación: el coste de la vida es la cuantía de los gastos mínimos indispensables para obtener los bienes y servicios básicos; para calcularlo se suma el valor de un conjunto de productos y con este resultado se define el IPC (Índice de Precios de Consumo). La subida de los precios de los productos es lo que llamamos inflación.
- Inversión y especulación: la inversión es la cantidad de dinero que se destina a iniciar un negocio o a mantenerlo y mejorarlo con el objeto de obtener un beneficio. Cuando se obtiene un rápido beneficio de una operación comercial basado solo en el precio de los bienes se habla de especulación.
- Mercado: institución social conformada por los consumidores y los productores, donde los primeros demandan los bienes y servicios que ofrecen los segundos.
- Producción y productividad: llamamos producción a los bienes y servicios generados por una actividad económica. La relación entre lo producido y los medios empleados determina la productividad. Si se obtiene una elevada productividad utilizando pocos medios, se dice que la producción es alta. Cuando se emplean muchos medios pero la productividad es pequeña, la producción es baja.
- Producto interior bruto (PIB) y PIB per cápita: el PIB es el valor total de los bienes y servicios producidos en un territorio durante todo un año. El PIB refleja la riqueza o renta generada en ese territorio, pero para conocer cuál es la riqueza o renta media de su población, es decir, PIB per cápita, hay que dividir el PIB del territorio considerado entre el número de sus habitantes. Este no considera la depreciación de los equipos, solo su valor inicial o nuevo, cuando se desea conocer el valor total menos la depreciación, se llama "PIN" Producto interno neto.

## Objetivos sociales de la economía
- Estabilidad económica: La estabilidad de los precios tiene que ver con evitar la inflación o deflación, ya que estas pueden causar desigualdades en la economía.
- Pleno empleo: El pleno empleo existe cuando se utilizan completamente los recursos que son escasos de una economía (mano de obra).
- Crecimiento económico sostenido, sin variaciones drásticas.
- Equidad económica: Las acciones y políticas económicas se evalúan tomando en cuenta lo que las personas consideran correcto e incorrecto, mediante la distribución conveniente de los recursos económicos, lo que va a permitir que estos recursos fueran combinados en la mejor manera posible para suministrar los bienes y servicios necesarios.
- Eficiencia económica: La eficiencia económica es el estado en el que un sistema económico logra y utiliza recursos escasos de una manera más productiva, generando mayores o mejores resultados en servicios o bienes, que los previstos, sin que se incremente los costos de producción.
- Libertad económica: Se refiere a aspectos como la libertad de los consumidores para decidir cómo gastar su dinero o ahorrarlo y la libertad de los trabajadores para cambiar de empleo.
- Crecimiento económico: Tiene que ver con el aumento en la producción de bienes y servicios a través del tiempo. Se relaciona con el ritmo de aumento de su población y su productividad. El crecimiento económico se mide según los cambios en el nivel del producto interno bruto real (PIB).
- Seguridad económica: Protege a los consumidores, productores y propietarios de los recursos de los riesgos que hay en la sociedad. Cada sociedad decide que riesgos son los que necesitan protección y si deben pagarlos los individuos, empresarios o gobierno.
- Distribución satisfactoria de los ingresos: Se refiere a una distribución acorde a las diferencias en la iniciativa, el esfuerzo y la habilidad. El estado sirve de equilibrio en la redistribución de la riqueza mediante su poder de gasto.[51]

## Microeconomía y macroeconomía
La ciencia económica se divide en dos ramas centrales según su alcance:
Microeconomía
Macroeconomía
La macroeconomía es la parte de la teoría económica que estudia los indicadores globales de la economía mediante el análisis de las variables agregadas, como el monto total de bienes y servicios producidos, el total de los ingresos, el nivel de empleo, de recursos productivos, la balanza de pagos, el tipo de cambio y el comportamiento general de los precios.

## Herramientas de análisis económico
Los economistas para estudiar la ciencia económica, así como para aplicar sus conocimientos a la realidad, utilizan la teoría económica y diversas herramientas de análisis como las siguientes:

### Teoría de juegos
La Teoría de Juegos es la rama de las matemáticas que estudia modelos matemáticos de interacciones estratégicas. Utiliza modelos para estudiar interacciones en estructuras formalizadas de incentivos (los llamados «juegos»).Constituye teóricamente a la ciencia económica, informática y biología; con importantes aplicaciones en la sociología, la politología, la psicología, la filosofía, la administración, la ingeniería y otras ciencias de la vida. La Teoría de juegos se divide en dos grandes ramas, Teoría de Juegos No Cooperativos y la Teoría de Juegos Cooperativos, otras divisiones del campo se caracterizan por la estructura del juego (Juegos de Suma Cero y Suma No Cero; Simétricos y Asimétricos; Estáticos y Dinámicos; Información Perfecta e Imperfecta; Información Completa e Incompleta; De un periodo, Finito o Infinitos; etc.).
Su profundidad se manifiesta no solo en su rica base teórica, sino también en su vigoroso desarrollo empírico y experimental. Así, mientras que la modelización matemática sienta las bases, el análisis de datos reales (como se evidencia en trabajos como "Game Theory for Applied Econometricians: Data analytics with R" de Christopher P. Adams) y la investigación experimental (pionera en obras como "Behavioral Game Theory: Experiments in Strategic Interaction" de Colin F. Camerer) validan y refinan su capacidad explicativa sobre el comportamiento humano y las dinámicas estratégicas en diversos contextos.
Tipos de interacción aparentemente distintos pueden presentar en realidad una estructura de incentivo similar y, por lo tanto, se puede representar mil veces conjuntamente un mismo juego.
Desarrollada en sus comienzos como una herramienta para entender el comportamiento de la economía, la teoría de juegos se ha ido extendiendo a muchos otros campos, como la biología, las ciencias de la computación, la sociología, la politología, la psicología y la filosofía. Experimentó un crecimiento sustancial y se formalizó por primera vez a partir de los trabajos de John von Neumann y Oskar Morgenstern, antes y durante la Guerra Fría, debido sobre todo a su aplicación a la estrategia militar, en particular a causa del concepto de destrucción mutua garantizada. Desde los setenta, la teoría de juegos se ha aplicado a la conducta animal, incluyendo el desarrollo de las especies por la selección natural. A raíz de juegos como el dilema del prisionero, en los que el egoísmo generalizado perjudica a los jugadores, la teoría de juegos ha atraído también la atención de los investigadores en informática, usándose en inteligencia artificial y cibernética.
Los conflictos entre seres racionales que recelan uno del otro, o la pugna entre competidores que interactúan y se influyen mutuamente, que piensan y que, incluso, pueden ser capaces de traicionarse uno al otro, constituyen el campo de estudio de la teoría de juegos, la cual se basa en un análisis matemático riguroso pero que, sin embargo, surge de manera natural al observar y analizar un conflicto desde un punto de vista racional. Desde el enfoque de esta teoría, un «juego» es una situación conflictiva en la que priman intereses contrapuestos de individuos o instituciones, y en ese contexto una parte, al tomar una decisión, influye sobre la decisión que tomará la otra; así, el resultado del conflicto se determina a partir de todas las decisiones tomadas por todos los actuantes.
La teoría de juegos plantea que debe haber una forma racional de jugar a cualquier «juego» (o de negociar en un conflicto), especialmente en el caso de haber muchas situaciones engañosas y segundas intenciones; así, por ejemplo, la anticipación mutua de las intenciones del contrario, que sucede en juegos como el ajedrez o el póquer, da lugar a cadenas de razonamiento teóricamente infinitas, las cuales pueden también trasladarse al ámbito de resolución de conflictos reales y complejos. En síntesis, y tal como se comentó, los individuos, al interactuar en un conflicto, obtendrán resultados que de algún modo son totalmente dependientes de tal interacción.

### Ciencia de datos
La Ciencia de Datos es un campo de conocimiento interdisciplinario que utiliza matemáticas, estadística, computación científica, método científico, procesos ingenieriles y algoritmos para obtener (recolectar o extraer), tratar, analizar y presentar informes a partir de datos ruidosos, estructurados y no estructurados. La ciencia de datos es multifacética y puede describirse como una ciencia, un paradigma de investigación, un método de investigación, una disciplina, un flujo de trabajo o una profesión.
La ciencia de datos integra el conocimiento del dominio de la aplicación subyacente (por ejemplo, economía aplicada, investigación de mercados, finanzas, investigación de operaciones, medicina, tecnologías de la información, ciencias naturales) con la estadística, el análisis de datos, la informática, las matemáticas y sus métodos relacionados para comprender y analizar fenómenos "reales" con datos. Utiliza técnicas y teorías extraídas de muchos campos dentro del contexto de las matemáticas, las estadísticas, las ciencias de la computación, las ciencias de la información y el conocimiento del dominio. Sin embargo, la ciencia de datos es diferente de la informática, la estadística y la ciencia de la información. El ganador del premio Turing, Jim Gray, imaginó la ciencia de datos como un "cuarto paradigma" de la ciencia (empírico, teórico, computacional y ahora basado en datos) y afirmó que "todo sobre la ciencia está cambiando debido al impacto de la tecnología de la información" y la avalancha de datos.

## Crítica de la economía política
La crítica de la economía política o crítica de la economía es una crítica que cuestiona el objeto mismo de la economía y, por lo tanto, rechaza los axiomas, las instituciones y las categorías sociales, las abstracciones y todo el paradigma de lo que generalmente se denomina «la economía».